# 台湾对叶兰
台湾对叶兰（学名：Neottia nankomontana），又名南湖双葉蘭，为兰科鸟巢兰属下的一个种。